# きのこむし
きのこむし、（女性、3月6日 - ）は、イラストレーター。神奈川県出身、2011年9月から活動開始。サークル名はきのこむ神。pixivでは1994年生まれと書かれている。

## 主な作品

### アダルトゲーム
- LAMUNATION! -ラムネーション!-（グラフィック）
- BALDR HEART EXE (兵装少女イラスト）
- BALDR BRINGER (原画)

### PCゲーム
- 萌え萌え2次大戦(略)3（原画）

### 同人
- リナと願いのクリスタル（原画）
- ケモミミスレイブ（原画）

### ソーシャルゲーム
- フラワーナイトガール（原画）

### バーチャルyoutuber
- 月見しずく（原画）

### コンセプトカフェ
- pastel crayon（衣装デザイン）

### 書籍
- 電撃萌王（寄稿）
- E☆２（寄稿）
- メロンブックス画集（寄稿）
- クソザコヒロインあかりちゃんは見つけてほしい（イラスト）
- 負けを認めたら、もっと触らせてあげるけど？　ざーこ♡（『GA文庫』1巻イラスト、2025年）

| スタブアイコン | サブスタブ | この項目は、まだ閲覧者の調べものの参照としては役立たない、人物に関連した書きかけの項目です。この項目を加筆・訂正などしてくださる協力者を求めています（P:人物伝/PJ:人物伝）。 |